# St. Bonifatius (Düren)

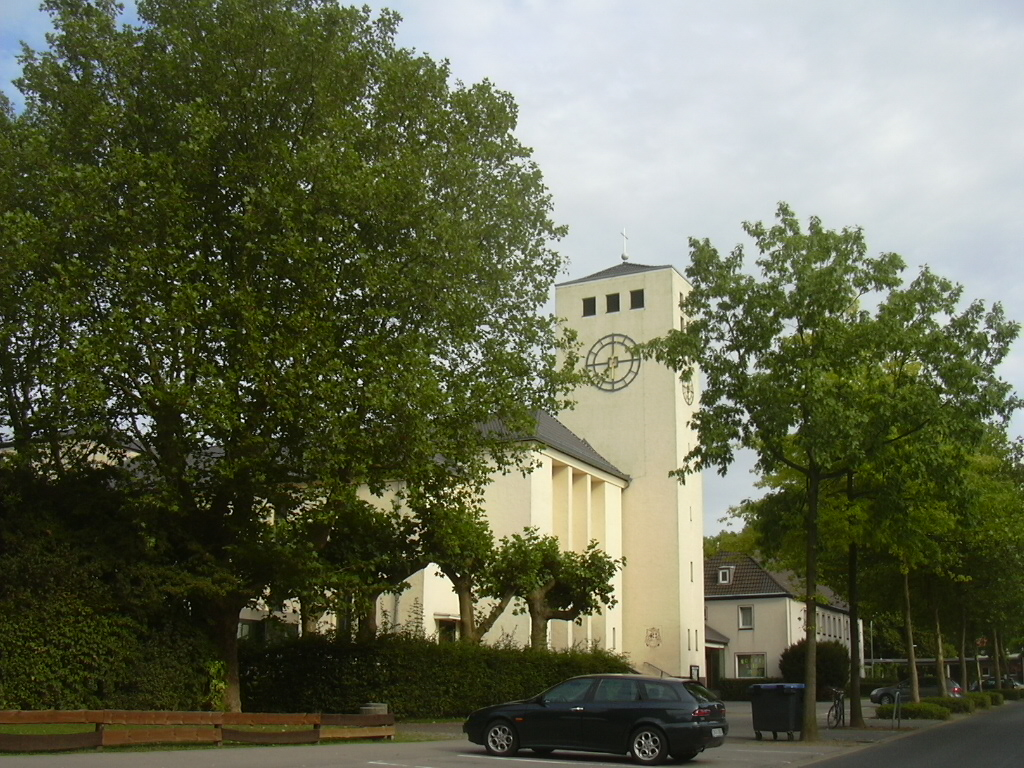
Die Kirche mit danebenstehendem Wohnhaus

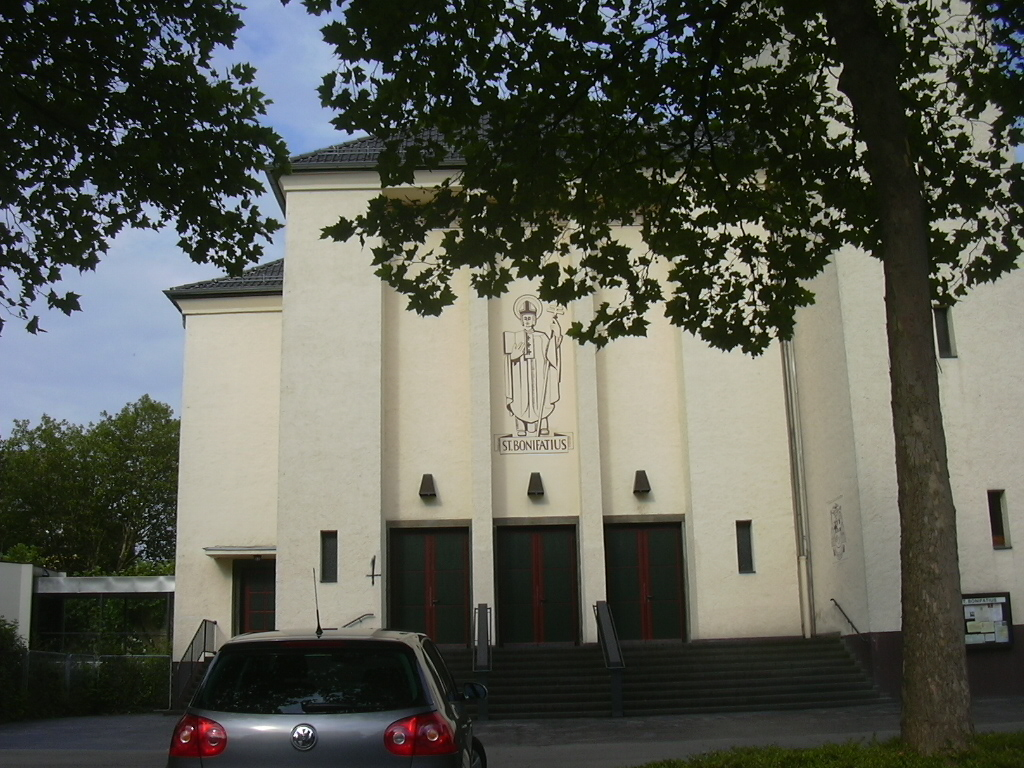
Vorderansicht der Kirche

St. Bonifatius war eine römisch-katholische Filialkirche in Düren-Ost in Nordrhein-Westfalen. Sie steht an der Straße An St. Bonifatius und wurde 1951–1952 nach Entwurf des erfahrenen Kirchen-Architekten Albert Boßlet errichtet. Die Kirche wurde am 7. Januar 2017 profaniert und ist zu einer Kindertagesstätte umgebaut worden. Das Bauwerk steht unter Denkmalschutz und ist unter Nummer 1/148 als Baudenkmal in die Liste der Baudenkmäler in Düren eingetragen.

## Geschichte
Am 25. September 1919 wurde ein Verein gegründet, der sich den Bau einer Kirche zum Ziel setzte. Im Jahr 1920 wurde der östliche Teil von der Pfarre St. Marien abgetrennt und zum Pfarrrektorat. Die Erhebung zur Pfarrei erfolgte 1923.
Der erste Spatenstich zum Bau des Gotteshauses erfolgte am 28. Juni 1921. Mit der Ausführung wurde das Dürener Baugeschäft Kabza beauftragt. Bereits am 21. Mai 1922 erfolgte die Einweihung durch Pfarrer Beckers aus Hochkirchen, der damals Dechant des Dekanats Düren war. Die Kirche stand gegenüber der heutigen Kirche auf dem Gelände des jetzigen Kinderheims St. Josef. Im Juni 1924 erhielt die Kirche eine Orgel aus der Werkstatt Klais in Bonn. Durch den starken Bevölkerungszuwachs war später eine weitere Kirche erforderlich. Sie wurde in einer Scheune der alten Riemann-Kaserne an der Ecker der heutigen Euskirchener Straße und der verlängerten Wewordenstraße eingerichtet. Später entstand dort die selbständige Pfarrei St. Josef.
Nach Schäden im Zweiten Weltkrieg wurde die Pfarrkirche nach Plänen des Würzburger Architekten Albert Boßlet am jetzigen Standort neu erbaut. Nach dem ersten Spatenstich am 8. Juli 1951 erfolgte die Konsekration am 11. Mai 1952. 1953 wurde das neben der Kirche stehende Wohnhaus für den Pfarrer und das Pfarrbüro fertiggestellt. 1958 wurde eine Turmuhr eingebaut, und im Oktober 1964 folgte der Einbau der Orgel. Diese stammt aus der niederländischen Orgelbauwerkstatt Verschueren in Heythuysen. Die Orgel besitzt 31 Register, verteilt auf Hauptwerk, Schwellwerk, Positiv und Pedal. Das sechseckige Sakramentshaus aus Bronze und Bergkristall schuf 1980 der Künstler Albert Sous.
Die Pfarren St. Anna, St. Marien, St. Bonifatius, St. Josef, St. Cyriakus und St. Antonius schlossen sich zum 1. Januar 2010 zur neuen Großpfarre St. Lukas zusammen.
Im April 2012 wurde bekannt, dass die Kirche und das Pfarrhaus verkauft oder einer anderen, kirchennahen Nutzung zugeführt werden sollen.

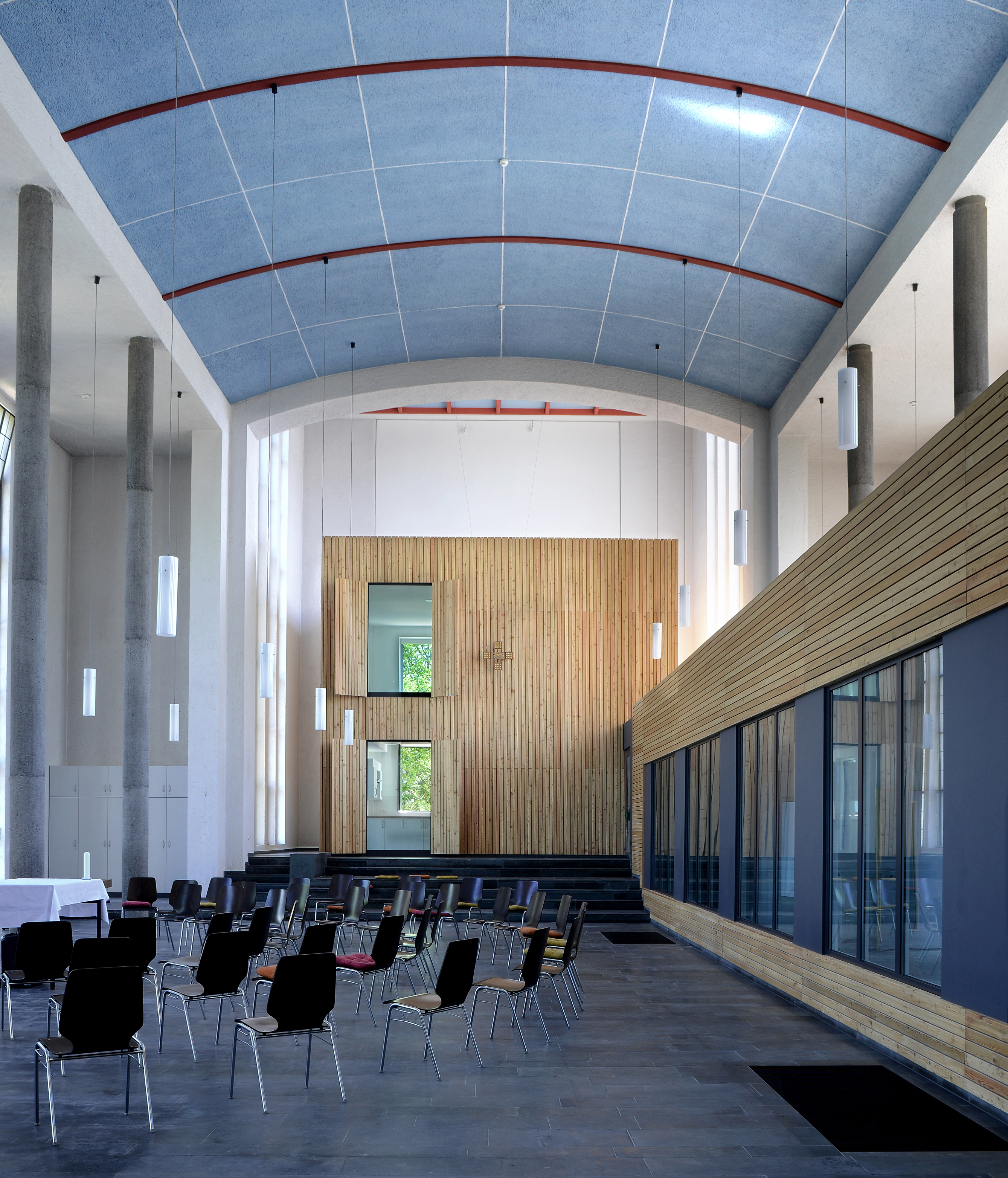
Kita San Pedro 2021

Im November 2012 wurde bekanntgegeben, dass die Kirche in Wohnungen für betreutes Wohnen umgebaut werden soll. Ein Teil der Kirche soll als Sakralraum erhalten bleiben. Diese Idee kam aber nicht zur Ausführung.
Im Herbst 2014 kam großer Unmut auf. Die Kirche sollte während der Winterzeit den Skaterpark von der Brüsseler Straße aufnehmen. Dieses Ansinnen wurde von der Pfarre aber abgelehnt.
2015 wurde bekannt, dass in dem Gebäude vier Kindergartengruppen eingerichtet werden. Der letzte Gottesdienst fand am 7. Januar 2017 statt, in diesem wurde die Kirche profaniert. Danach erfolgte der Umbau zur Kindertagesstätte „San Pedro“ ab August 2018. Die Fertigstellung war 2021. Die Gottesdienste finden seitdem in der ehemaligen Taufkapelle statt.

## Glocken
Das Glockengeläut im Kirchturm aus vier Kirchenglocken aus Bronze mit den Schlagtönen 0dis′ – fis′ – gis′ – h′0 wurde 1952 von Hans Georg Hüesker in der Gießerei Petit & Gebr. Edelbrock in Gescher gegossen. Das Läutemotiv ist das Idealquartett.

## Rektoren und Pfarrer
Folgende Pfarrer wirkten an St. Bonifatius bis zur Auflösung der Pfarre 2010 (bis zur Pfarrerhebung 1923 trugen die Seelsorger den Titel Rektor):
| von – bis | Name                                    |
| --------- | --------------------------------------- |
| 1920–1933 | Karl Bechte (seit 1923 Pfarrer)         |
| 1934–1960 | Josef Adolph                            |
| 1960–1974 | Josef Retz                              |
| 1974–2001 | Paul Henrichs                           |
| 2004–2010 | Josef Wolff (2010 Auflösung der Pfarre) |